# Hady Ghandour
Hady Ismail Ghandour (in arabo هادي اسماعيل غندور‎?; Westminster, 27 gennaio 2000) è un calciatore libanese con cittadinanza britannica, attaccante dell'Aldershot Town.

## Carriera

### Nazionale
Il 7 settembre 2021 ha esordito con la nazionale libanese giocando l'incontro perso 1-0 contro la Corea del Sud, valido per le qualificazioni al campionato mondiale di calcio 2022.

## Statistiche

### Presenze e reti nei club
Statistiche aggiornate al 7 settembre 2021.
| Stagione                 | Squadra                  | Campionato               | Campionato | Campionato | Coppe nazionali | Coppe nazionali | Coppe nazionali | Coppe continentali | Coppe continentali | Coppe continentali | Altre coppe | Altre coppe | Altre coppe | Totale | Totale |
| Stagione                 | Squadra                  | Comp                     | Pres       | Reti       | Comp            | Pres            | Reti            | Comp               | Pres               | Reti               | Comp        | Pres        | Reti        | Pres   | Reti   |
| ------------------------ | ------------------------ | ------------------------ | ---------- | ---------- | --------------- | --------------- | --------------- | ------------------ | ------------------ | ------------------ | ----------- | ----------- | ----------- | ------ | ------ |
| 2018-2019                | Tooting & Mitcham Utd    | IL                       | 25         | 7          |                 | -               | -               |                    | -                  | -                  |             | -           | -           | 25     | 7      |
| 2019-2020                | Tooting & Mitcham Utd    | IL                       | 17         | 6          | FACup           | 4               | 0               |                    | -                  | -                  |             | -           | -           | 21     | 6      |
| Totale Tooting & Mitcham | Totale Tooting & Mitcham | Totale Tooting & Mitcham | 42         | 13         |                 | 4               | 0               |                    | -                  | -                  |             | -           | -           | 46     | 13     |
| 2020-2021                | Charlton                 | FL1                      | 0          | 0          | FACup+CdL       | 0+0             | 0               |                    | -                  | -                  | FLT         | 1           | 0           | 1      | 0      |
| 2021-2022                | Charlton                 | FL1                      | 0          | 0          | FACup+CdL       | 0+1             | 0               |                    | -                  | -                  | FLT         | 0           | 0           | 1      | 0      |
| Totale Charlton          | Totale Charlton          | Totale Charlton          | 0          | 0          |                 | 1               | 0               |                    | -                  | -                  |             | 1           | 0           | 2      | 0      |
| Totale carriera          | Totale carriera          | Totale carriera          | 42         | 13         |                 | 5               | 0               |                    | -                  | -                  |             | 1           | 0           | 48     | 13     |

### Cronologia presenze e reti in nazionale
| Cronologia completa delle presenze e delle reti in nazionale ― Libano | Cronologia completa delle presenze e delle reti in nazionale ― Libano | Cronologia completa delle presenze e delle reti in nazionale ― Libano | Cronologia completa delle presenze e delle reti in nazionale ― Libano | Cronologia completa delle presenze e delle reti in nazionale ― Libano | Cronologia completa delle presenze e delle reti in nazionale ― Libano | Cronologia completa delle presenze e delle reti in nazionale ― Libano | Cronologia completa delle presenze e delle reti in nazionale ― Libano |
| Data                                                                  | Città                                                                 | In casa                                                               | Risultato                                                             | Ospiti                                                                | Competizione                                                          | Reti                                                                  | Note                                                                  |
| --------------------------------------------------------------------- | --------------------------------------------------------------------- | --------------------------------------------------------------------- | --------------------------------------------------------------------- | --------------------------------------------------------------------- | --------------------------------------------------------------------- | --------------------------------------------------------------------- | --------------------------------------------------------------------- |
| 7-9-2021                                                              | Suwon                                                                 | Corea del Sud                                                         | 1 – 0                                                                 | Libano                                                                | Qual. Mondiali 2022                                                   | -                                                                     | 85’                                                                   |
| Totale                                                                |                                                                       | Presenze                                                              | 1                                                                     |                                                                       | Reti                                                                  | 0                                                                     |                                                                       |

## Palmarès

### Club

#### Competizioni nazionali
- National League South: 1

Maidstone United: 2021-2022
- FA Trophy: 1

Aldershot Town: 2024-2025